# Мексикано-туркменские отношения
Мексикано-туркменские отношения — двусторонние дипломатические отношения между Мексикой и Туркменией. Страны являются членами Организации Объединённых Наций.

## История
27 марта 1992 года были установлены дипломатические отношения между странами, которые в основном развивались в рамках многосторонних форумов.
В ноябре 2010 года правительство Туркмении направило делегацию из двух человек для участия в конференции Организации Объединённых Наций по изменению климата в мексиканском городе Канкуне .
В январе 2017 года по случаю празднования 25-й годовщины установления дипломатических отношений между Мексикой и Туркменией в Музее изобразительных искусств Туркмении имени Сапармурата Туркменбаши Великого, расположенном в столице Ашхабаде, открылась фотовыставка «Культурное разнообразие Мексики».

## Дипломатические миссии
- Интересы Мексики в Туркмении представлены через посольство в Анкаре (Турция)[4].
- Интересы Туркмении в Мексике представлены через посольство в Вашингтоне (Соединённые Штаты Америки)[5].